# Martha Tilton

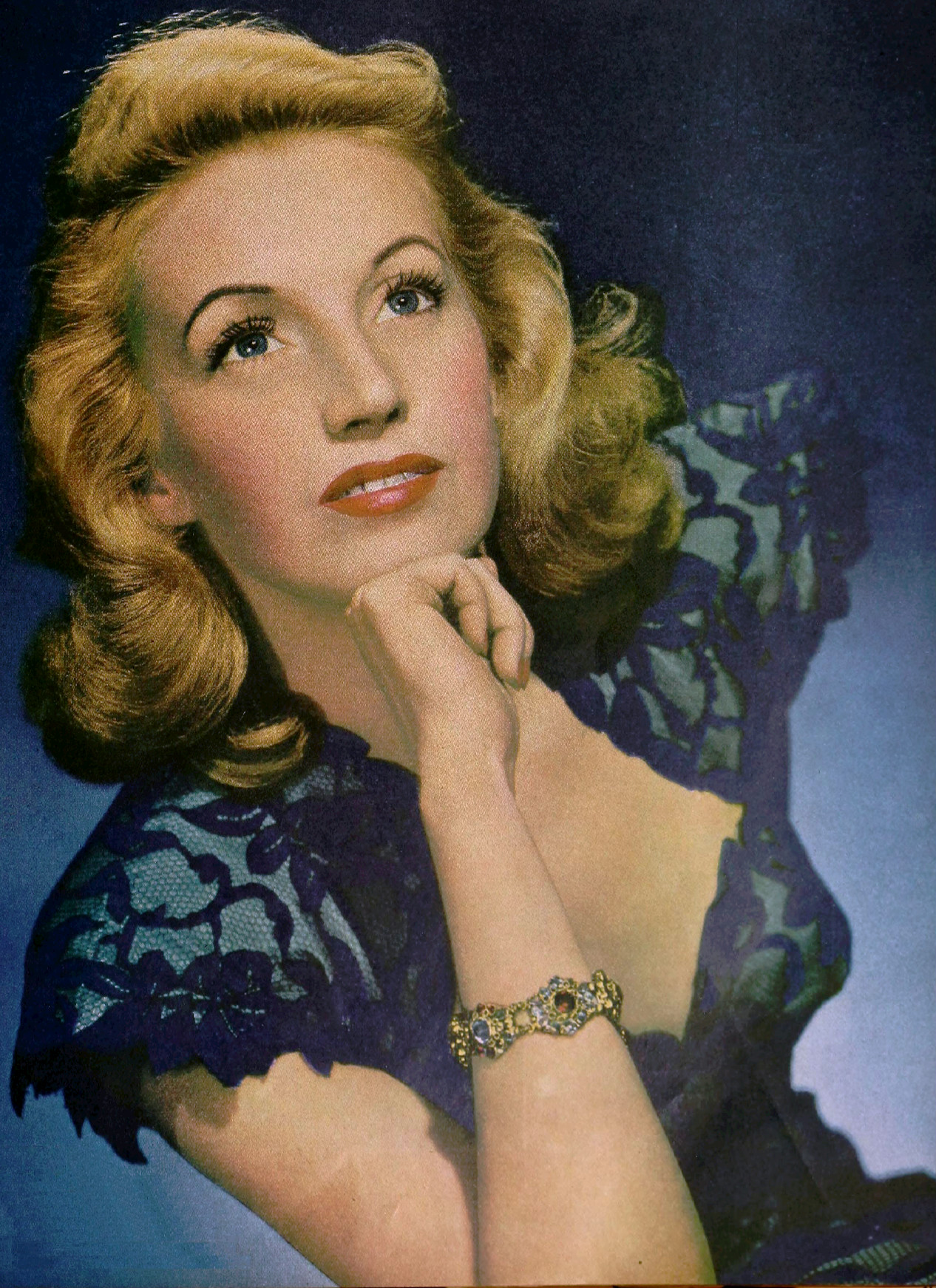
Martha Tilton

Martha Tilton (Corpus Christi (Texas), 14 november 1915 - Brentwood (Los Angeles), 8 december 2006) was een Amerikaanse jazzzangeres die vooral bekendheid genoot tijdens de periode van de swing. Zij is vooral bekend als zangeres van de bigband van Benny Goodman en trad op tijdens diens fameuze concert in Carnegie Hall, op 16 januari 1938. Met Benny Goodman had ze haar grootste hit: And the Angels Sing, rond welk nummer in 1944 een gelijknamige Hollywoodfilm werd gemaakt. Maar ook haar vertolkingen - met de Goodmanband - van Bei mir bist du schön, oorspronkelijk van de Andrews Sisters en de Schotse traditional Loch Lomond kenden een zekere populariteit.
Haar grootste successen beleefde Tilton in de jaren veertig toen ze optrad in radioshows en enkele soloplaten opnam bij Capitol Records
In 1953 trok Tilton zich uit de muziekwereld terug.
- Biblioteca Nacional de España: XX1136780
- Bibliothèque nationale de France: cb139401189 (data)
- Gemeinsame Normdatei: 134540077
- International Standard Name Identifier: 0000 0000 5932 6815
- Library of Congress Control Number: n78098253
- MusicBrainz: 96ff3aa9-1b55-4fb2-8fd5-30f95bb3bc5a
- Nationale Bibliotheek van Tsjechië: xx0077102
- Nationale Bibliotheek van Israël: 987007314835905171
- Nationale Bibliotheek van Polen: a0000003136991
- SNAC: w6qj8cvn
- Virtual International Authority File: 69120001
- WorldCat: E39PBJvXgwTm78PqhdXMgHPJDq